# 苏尔尼亚克
苏尔尼亚克（法語：Sourniac，法語發音：[suʁnjak]）是法国康塔尔省的一个市镇，属于莫里亚克区。

## 地理
苏尔尼亚克（45°16'37"N, 2°20'21"E）面积11.72 平方千米，位于法国奥弗涅-罗讷-阿尔卑斯大区康塔爾省，该省份为法国中南部省份，位于法國中央高原中心，北起科雷兹省、上盧瓦爾省和多姆山省，西接洛特省和科雷兹省，南至阿韦龙省和洛特省，东临上盧瓦爾省和洛泽尔省。
与苏尔尼亚克接壤的市镇（或旧市镇、城区）包括：阿尔什、沙尔维尼亚克、雅莱拉克、勒维让。

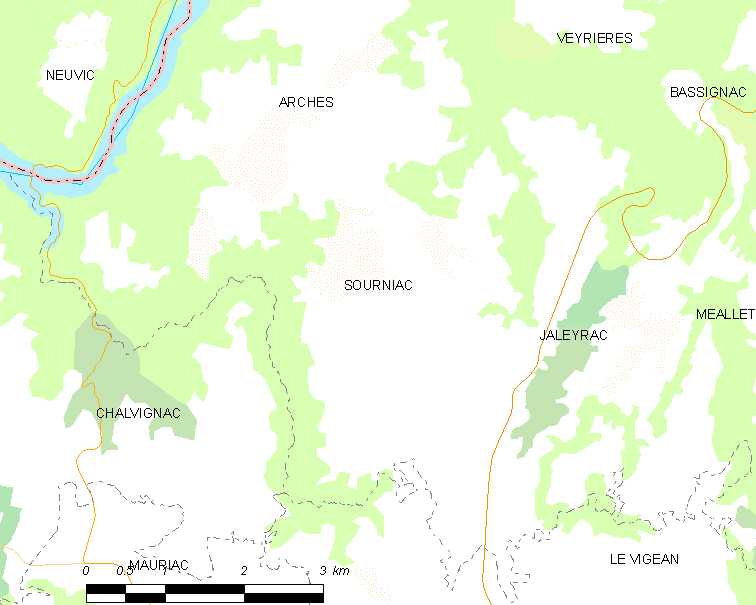
苏尔尼亚克的OSM定位图

苏尔尼亚克的时区为UTC+01:00、UTC+02:00（夏令时）。

## 行政
苏尔尼亚克的邮政编码为15200，INSEE市镇编码为15230。

## 政治
苏尔尼亚克所属的省级选区为伊德县。

## 人口

1962-2008年间苏尔尼亚克人口变化图示

苏尔尼亚克于2022年1月1日时的人口数量为196人。